# 糜藕池
糜藕池（1897年5月—1951年7月），贵州毕节人，中华民国军事将领。
黄埔军校三期，1916年护国战争，加入蔡锷的护国军。后参加抗日战争忻口会战，任第九十四师中将副师长。1949年任川黔公署独立第一师师长，率部投共。1951年7月，镇反期间被处决。1980年代平反。